# Monica Mason

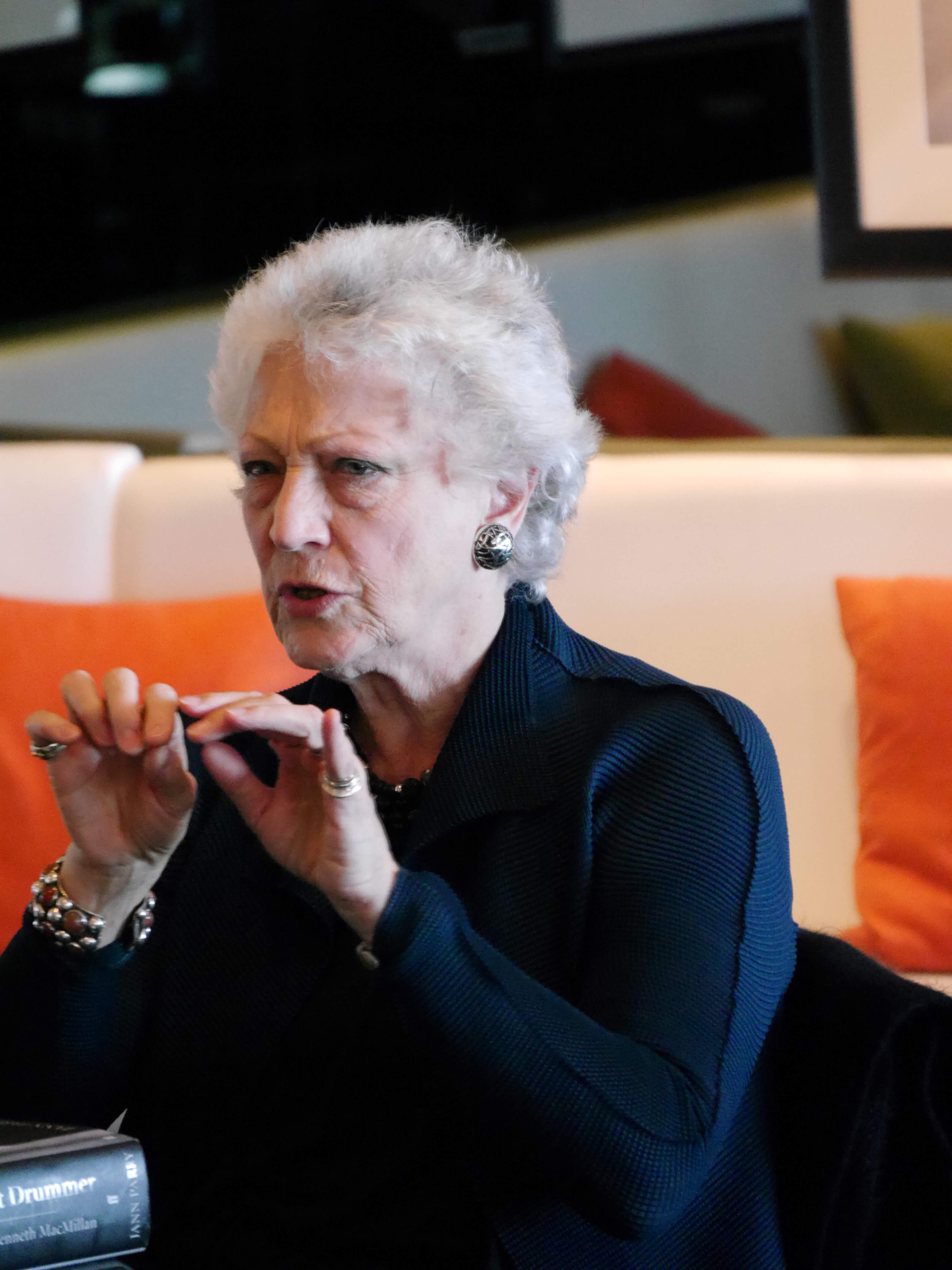
Monica Mason là một cựu vũ công ba lê

Monica Mason, DBE, (sinh ngày 6 tháng 9 năm 1941) là một cựu vũ công ba lê, giáo viên, và giám đốc nghệ thuật của Hoàng gia Ba lê, đoàn nghệ thuật múa sân khấu hàng đầu nước Anh. Trong hơn năm mươi năm gắn bó với công ty, bà đã có một danh tiếng đáng nể như một người biểu diễn đa năng, một giám đốc tập diễn lành nghề và một quản trị viên có năng lực.

## Tuổi thơ và đào tạo ban đầu
Monica Margaret Mason sinh ra ở Johannesburg, Nam Phi, trong một gia đình có nguồn gốc từ Anh. Bà học múa ba lê từ nhỏ với Ruth Inglestone, Reina Berman và Frank Staff ở thành phố quê nhà và sau đó, với Nesta Brooking ở London. Là một học sinh giỏi, bà vào học trường múa ba lê Hoàng gia vào năm 1956, nơi bà tiếp tục việc học của mình trong cả khiêu vũ và học thuật.

## Sự nghiệp trình diễn
Được đưa vào quân đoàn của Hoàng gia Ba lê năm 1958, Mason ở tuổi 16, là thành viên trẻ nhất của công ty. Bà nhanh chóng lọt vào mắt xanh của biên đạo múa Kenneth MacMillan, người được giao nhiệm vụ tạo ra một phiên bản nhảy khác của The Rite of Spring, đặt cho điểm số nổi tiếng của Igor Stravinsky đã gây ra một vụ ẩu đả như vậy trong buổi ra mắt với Ballets Russes năm 1913. Bị ấn tượng bởi tài năng và năng lực, và ý thức, không còn nghi ngờ gì nữa, về tuổi trẻ và sự ngây thơ của Mason, anh đã chọn cô là Chosen Maiden, cùng với nó là nghi thức tiến hóa. Cô đã có được một thành công rõ rệt và sau đó trở thành một vũ công yêu thích đặc biệt của MacMillan. Trong những năm sau đó, cô đã múa trong hầu hết tất cả các tác phẩm của anh trong Ballet Hoàng gia, tạo ra vai diễn trong sáu vở diễn. Bên cạnh Chosen Maiden, các vai diễn là như sau.
- 1974. Manon, âm nhạc của Jules Massenet. Vai trò: Tình nhân của Lescaut.
- 1975. Syncopations Elite, âm nhạc của Scott Joplin. Vai trò: Calliope Rag.
- 1975. Bốn mùa, âm nhạc của Giuseppi Verdi. Vai trò: Mùa hè.
- 1975. Nghi thức, âm nhạc của Béla Bartók. Vai trò: Nữ hộ sinh.
- 1981. Isadora, âm nhạc của Richard Rodney Bennett. Vai trò: Nursey.